# BlackSite: Area 51
BlackSite: Area 51 (llamado BlackSite en Europa) es un videojuego de estilo shooter y englobado en la categoría de horror de supervivencia. El juego fue publicado para PC y Xbox 360 el 12 de noviembre de 2007 y algo más tarde para PlayStation 3. Es una secuela de Área 51, juego publicado en 2005. Ambos están diseñados por Midway Austin y publicados por Midway. En mayo de 2007 se publicó la demo para Xbox 360 y el 11 de diciembre la de PlayStation.

## Trama
El capitán Aeran Pierce y el resto de su Delta Force son enviados a investigar un supuesto búnker de armas en Irak en 2003. Están acompañados por el jefe de un equipo científico de élite, la doctora Noa Weis. Después de luchar contra el ejército iraquí, descubren que el búnker está infestado de humanos mutados y vida silvestre (conocidos colectivamente como Xenos) creados por un cristal alienígena que se encuentra en el búnker. Este cristal incapacita a Pierce y obliga al escuadrón a retirarse. Un miembro del escuadrón, el teniente Logan Somers, se queda atrás durante la retirada.
Tres años más tarde, una milicia fuertemente armada tomó el control del Área 51 y el área circundante, acompañada de un brote de criaturas alienígenas idénticas a las que se encuentran en Irak. La unidad delta y la doctora Weis han sido elegidos para recuperar la base. Comienzan con la ciudad cercana de Rachel, donde descubren que la "milicia" son en realidad soldados estadounidenses mejorados cibernéticamente conocidos como Renacidos. La unidad Delta encuentra sobrevivientes en Rachel, pero mientras rescatan a los sobrevivientes, encuentran al teniente Somers, ahora un Renacido. Somers explica que el programa Renacido fue diseñado para reemplazar el ejército voluntario de ciudadanos estadounidenses con supersoldados prescindibles, utilizando sujetos reclutados a la fuerza de grupos de personas que podrían desaparecer sin ser notados, como personas sin hogar, inmigrantes ilegales y militares sin familia. Debido a los duros experimentos,
De vuelta en la base, descubren que Weis estaba a cargo del programa Renacido, pero se cerró hace años y los soldados sellaron el Área 51. Somers llevó a los renacidos a escapar y buscar venganza, utilizando un dispositivo alienígena cuyo cristal. en Irak fue un componente robado. Después de ser revelado como el líder de los renacidos, Somers traiciona al equipo y se retira al Área 51 mientras los Xenos y los renacidos atacan la base. La unidad Delta repele con éxito el ataque, luego se une a otra división militar en un asalto al Área 51. Durante el asalto, Pierce es capturado y el resto del equipo muere.
Dentro del Área 51, Pierce descubre que los Xenos en realidad fueron creados por esporas emitidas por el dispositivo alienígena, y que Somers está usando el dispositivo para esparcir las esporas por la superficie de la Tierra. Pierce escapa con la ayuda de la doctora Weis, luego apaga el dispositivo y mata a Somers en un tiroteo. El juego termina con Pierce y Weis volando en un helicóptero para evaluar el daño causado por las esporas de Xeno.